# Cornus schindleri
Cornus schindleri är en kornellväxtart. Cornus schindleri ingår i släktet korneller, och familjen kornellväxter.

## Underarter
Arten delas in i följande underarter:
- C. s. poliophylla
- C. s. schindleri